# Apocryptus mysorensis
Apocryptus mysorensis là một loài tò vò trong họ Ichneumonidae.